# Mitsubishi Attrage
Mitsubishi Attrage (укр. Мітсубісі Аттрейдж) — чотирьохдверний седан, дебютував навесні 2013 року в Таїланді, європейська прем'єра відбулась всічні 2015 року на автошоу в Брюсселі. До кінця року цей бюджетний седан, збудований на платформі Space Star ІІ, вийшов і на ринок США.

## Опис

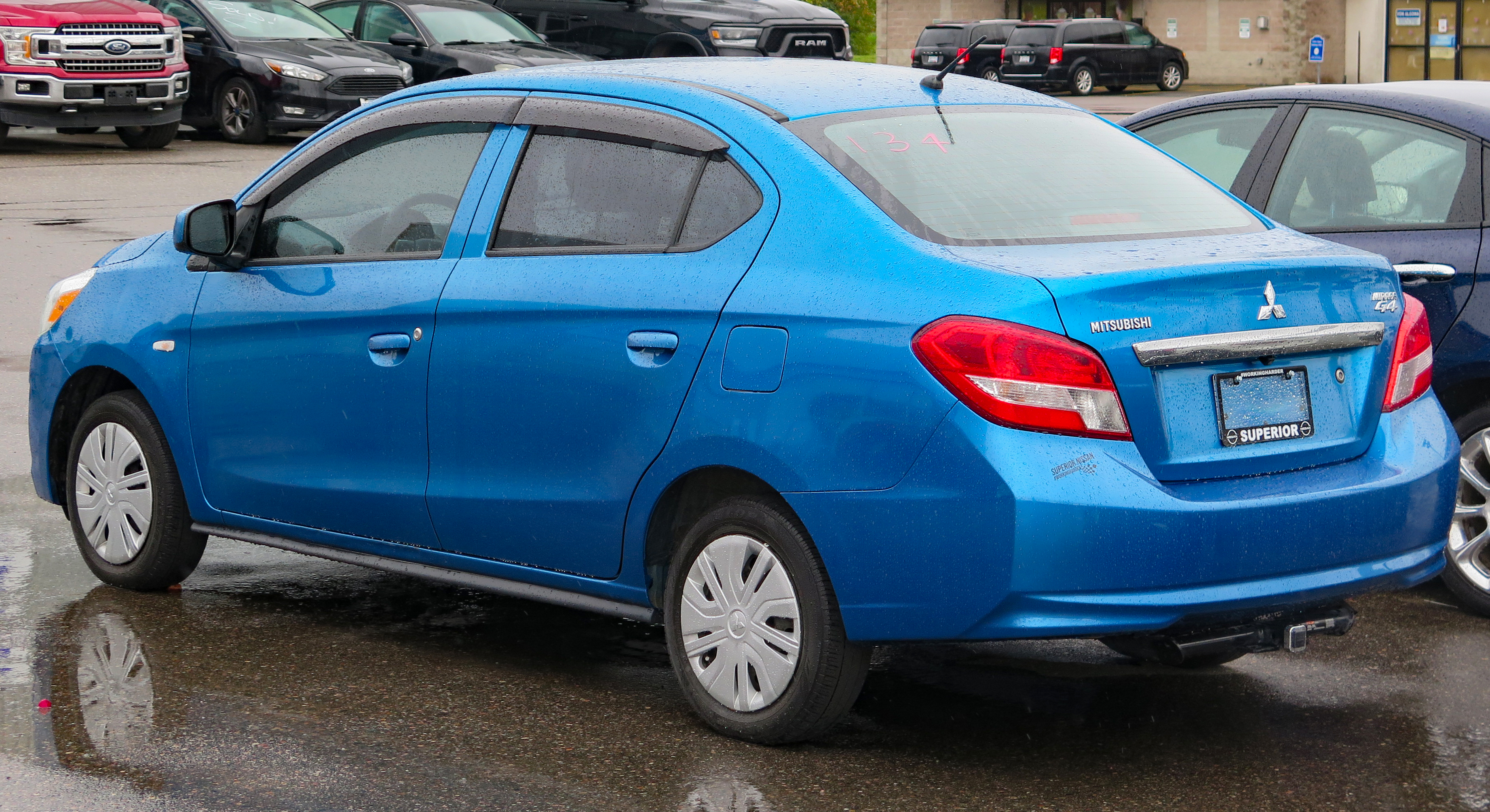
Mitsubishi Mirage G4

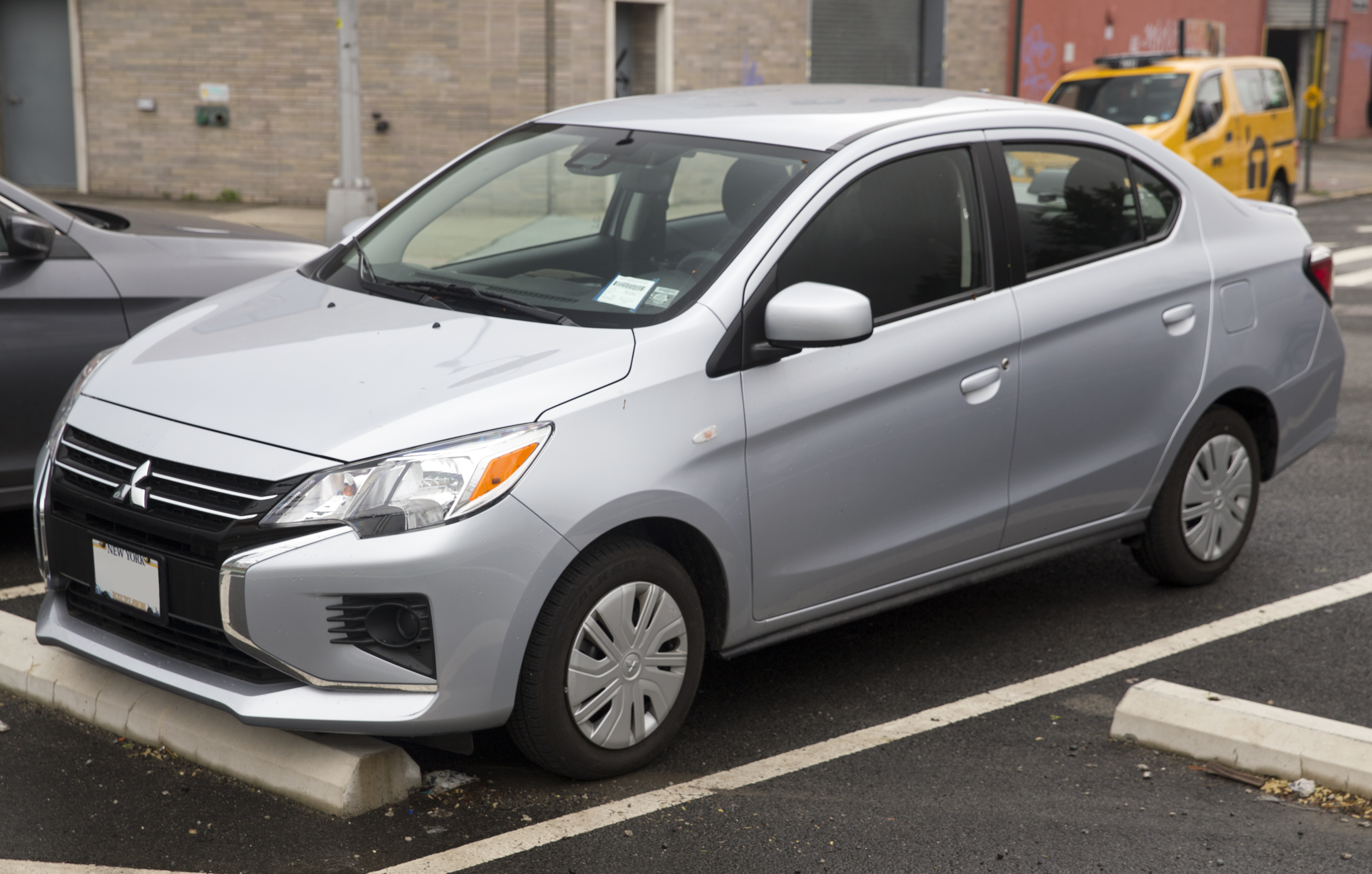
Mitsubishi Mirage G4 (з 2019)

Спереду у седана стійки McPherson, ззаду встановлена торсіонна балка. Довжина - 4245 мм, ширина - 1670, висота - 1515 мм. Колісна база - 2550 мм. Споряджена маса - 930-945 кг.
В арсеналі Аттрейджа є лише один бензиновий мотор - 3-циліндровий 12-клапанний 1.2 MIVEC (80 к.с., 106 Нм). 

У «базі» він агрегатується з п'ятиступінчастою "механікою", а за доплату пропонується варіатор Invecs-III. На деяких ринках седан буде пропонуватися під іменами G4 Mirage, Mirage і Space Star. За деякими даними, в Мексиці модель випускається під маркою Dodge Attitude.

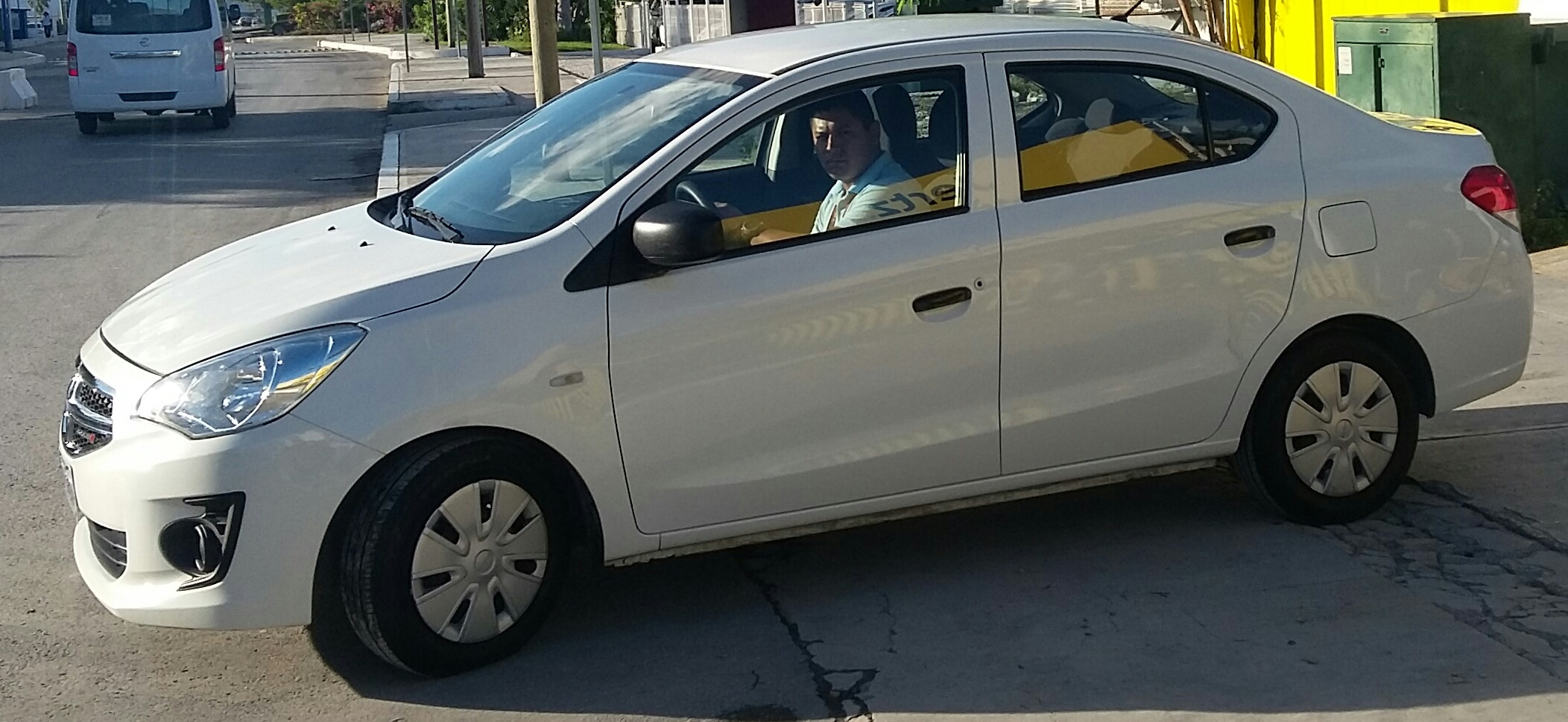
Dodge Attitude

## Двигун
- 1.2 л 3A92 Р3 80 к.с.